# C/2023 P1 (Нісімура)
C/2023 P1 (Нісімура) — довгоперіодична комета, яку 12 серпня 2023 року відкрив Хідео Нісімура, перебуваючи в містечку Хірао.

## Загальний опис
Комету відкрито на фотографіях, зроблених за допомогою 200-мм телеоб'єктива з діафрагмовим числом f/3, установленого на фотоапарат Canon EOS 6D, коли комета перебувала на відстані 1,0 астрономічної одиниці від Сонця. 15 серпня Центр малих планет опублікував циркуляр № 2023-P87, у якому офіційно повідомлено про відкриття нової комети. Насправді Нісімура зробив зображення комети напередодні, але помітив її не одразу.
Зелений колір коми, імовірно, пояснюється наявністю в ядрі комети молекул двоатомного вуглецю та ціану.
З квітня 2023 року комета перебувала на відстані менше 50° від Сонця. Унаслідок того, що дуга спостереження була дуже короткою — 6 днів, — довгострокова траєкторія комети була визначена погано. Згідно з попередніми розрахунками, комета робить один оберт навколо Сонця за кілька сотень років, а її орбітальний ексцентриситет становить 0,99 ± 0,02 (3-сигма).
Канадський фізик і астроном Роберт Верик ідентифікував комету на знімках, зроблених 19, 24 і 25 січня 2023 року за допомогою системи телескопів PanSTARRS. Завдяки цьому дуга спостережень збільшилася до семи місяців. На цих знімках комета має вигляд тьмяного зоряного об'єкта з видимою зоряною величиною 22. Розрахований на основі цих нових даних орбітальний період комети оцінюється в 435 років, ексцентриситет орбіти дорівнює 0,996, велика піввісь (середня відстань від Сонця) становить близько 57 а. о.
На момент відкриття комета наближалася до Сонця і її було видно на світанковому небі. Не виключено, що вона буде достатньо яскравою для спостереження в бінокль у перші дні вересня 2023 року до сходу Сонця.
12 вересня 2023 року комета пройде на відстані 0,84 а. о. від Землі, але губитиметься в променях Сонця, оскільки перебуватиме лише у 15° від нього. Через 5 днів, 17 вересня 2023 року, вона пройде перигелій на відстані 0,22 а. о. від Сонця. У середині вересня комета ненадовго з'явиться на вечірньому небі, перебуваючи на висоті 5° над горизонтом через 30 хвилин після заходу Сонця на 35° північної широти. Хоча комета може досягти видимої зоряної величини близько +2 і буде видимою неозброєним оком, її буде важко виявити на тлі сонячного сяйва.
17 вересня 2023 року комета Нісімура досягла мінімальної відстані від Сонця та пролетіла на відстані 33 млн км від нього. Таке близьке перебування поряд із зорею часто призводить до згоряння та розпаду комет, але незабаром астрономи виявили, що комета Нісімура пережила маневр, незважаючи на перегрів та сильну гравітацію. Віддаляючись від Сонця, комета пройшла перед зондом STEREO-A, який стежив за нею. Надалі, 22 вересня 2023 року, Сонце вивергло величезну хвилю плазми, яка виникла внаслідок сильного сплеску сонячного вітру або коронального викиду маси (КВМ), який відірвав хвіст комети. За словами експертів, ефект має лише тимчасовий характер і не є шкідливим для комети. Після роз'єднання хвіст комети сформується наново в міру того, як вона викине новий об'єм пилу та газу.
Згідно з наявними на цей момент спостереженнями, абсолютна зоряна величина комети буде близькою до 8,2, що відповідатиме наявності ядра діаметром не менше 1 км із середньою ймовірністю розпаду.
| Дата і час максимального найближення | Відстань до Землі (а. о.)                           | Відстань до Сонця (а. о.)                          | Швидкість відносно Землі (км/с) | Швидкість відносно Сонця (км/с) | Елонгація щодо Сонця |
| ------------------------------------ | --------------------------------------------------- | -------------------------------------------------- | ------------------------------- | ------------------------------- | -------------------- |
| 12 вересня 2023 року ≈09:09          | 0,838 а. о. (125,4 млн км; 326 відстаней до Місяця) | 0,292 а. о. (43,7 млн км; 114 відстаней до Місяця) | 107,0                           | 77,8                            | 14,9°                |

## Орбіта
Попередні приблизні розрахунки, опубліковані Центром малих планет 20 серпня 2023 року, свідчать, що комета C/2023 P1 може мати орбіту з періодом понад 300 років — тобто вона є довгоперіодичною. Однак, за іншою точкою зору, комета C/2023 P1 (Нісімура), вона відвідає нас лише один раз, а невдовзі після цього Сонце виштовхне її за межі своєї системи.
Згідно з циркуляром, опублікованим Центром малих планет 28 серпня 2023 року, комета C/2023 P1 є періодичною та обертається навколо Сонця з періодом 520 ± 80 років.
Комета C/2023 P1 (Нісімури) може бути пов'язана із тьмяним метеорним потоком Сігма-Гідриди, який активний з 22 листопада по 18 січня, із піком близько 30 листопада.

## Галерея

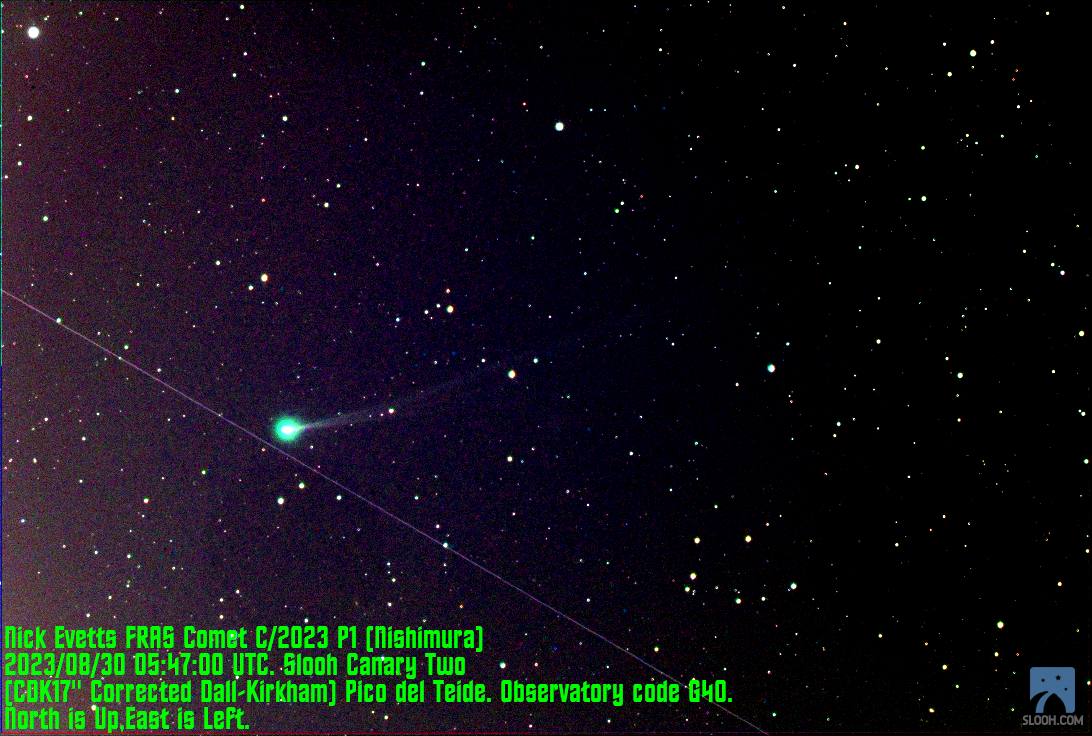
Комета 30 серпня 2023 року, вигляд з онлайн-телескопа
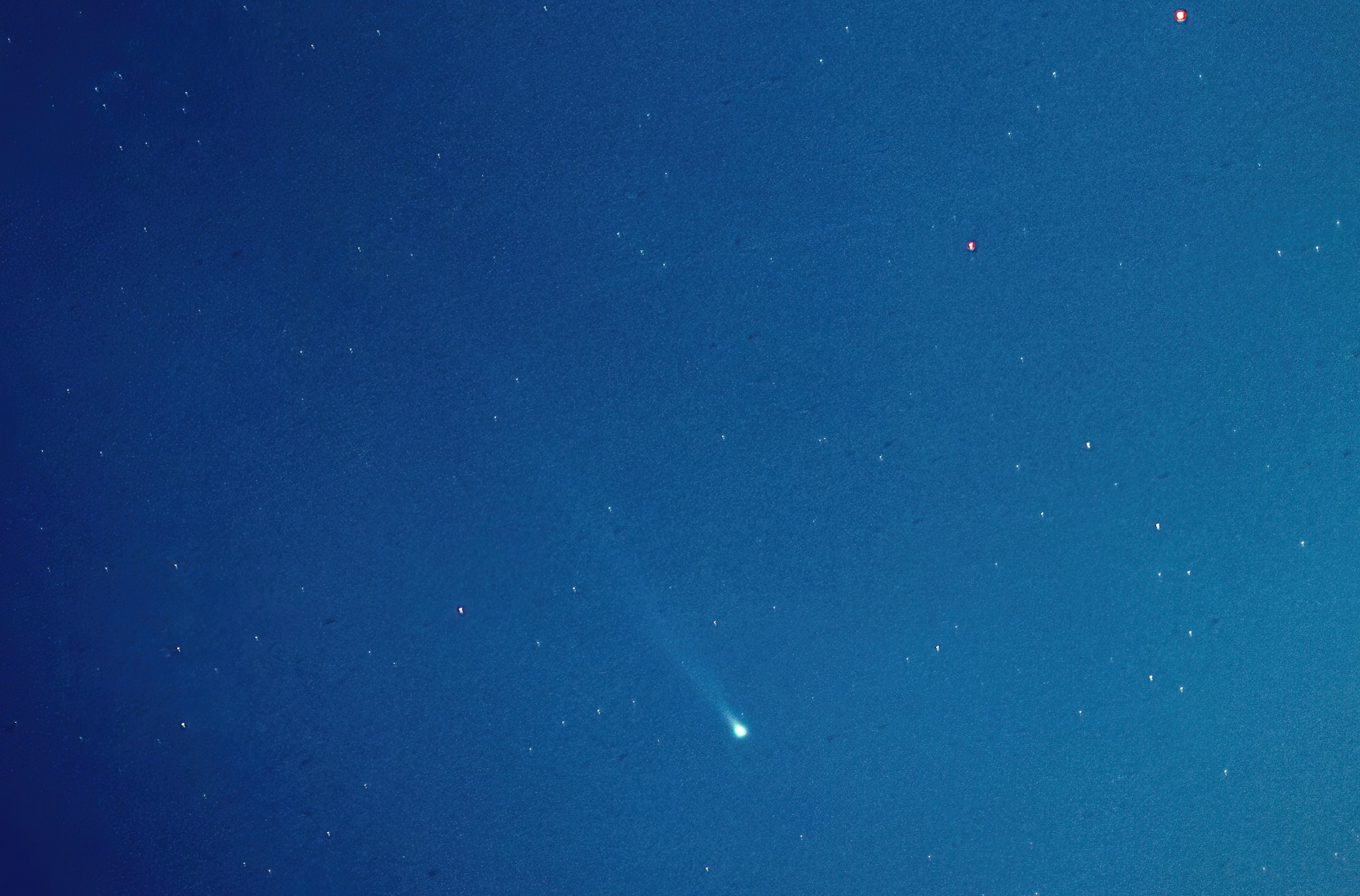
Комета 6 вересня 2023 року, знято за допомогою телеоб'єктива
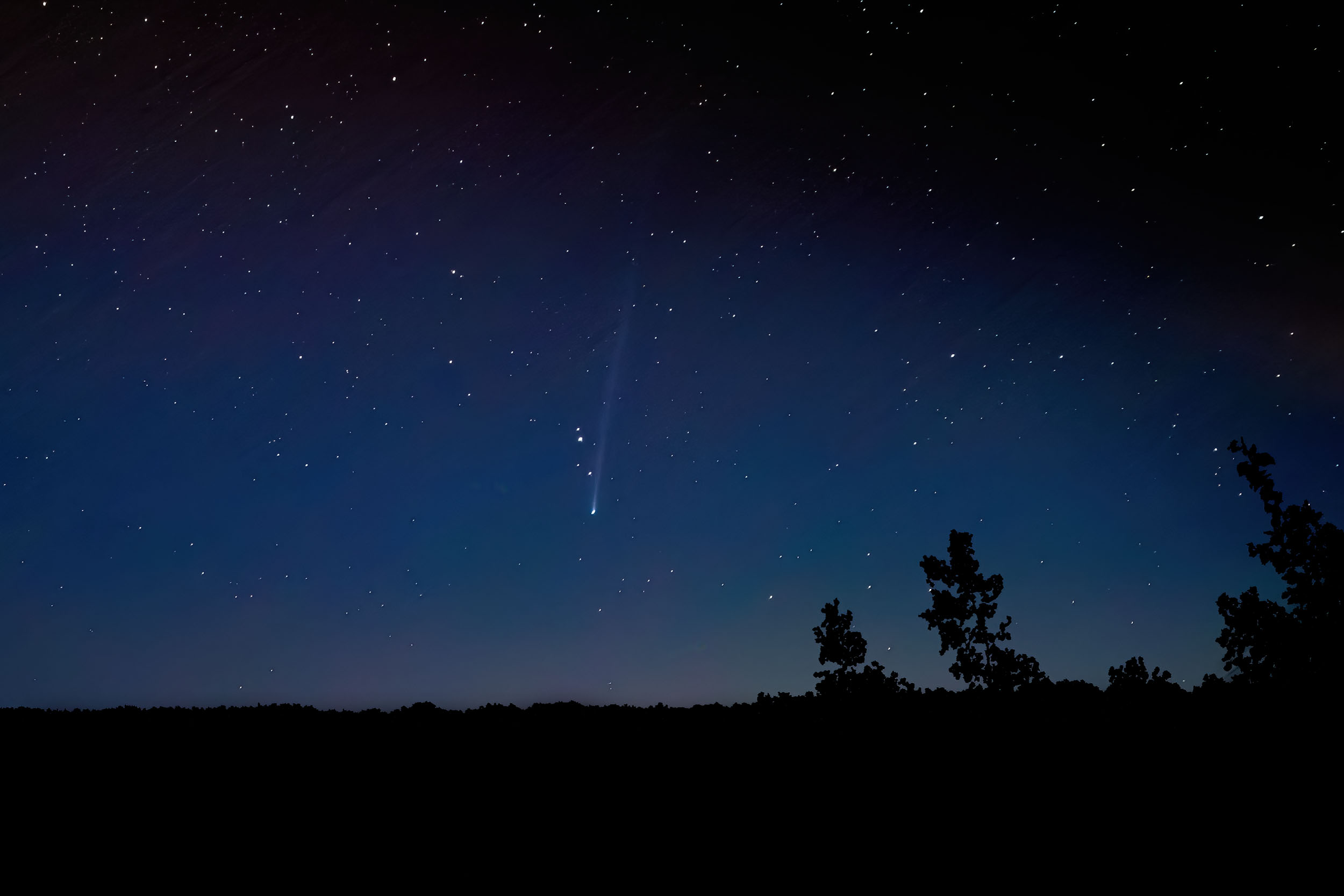
Комета на світанковому небі 9 вересня 2023 року
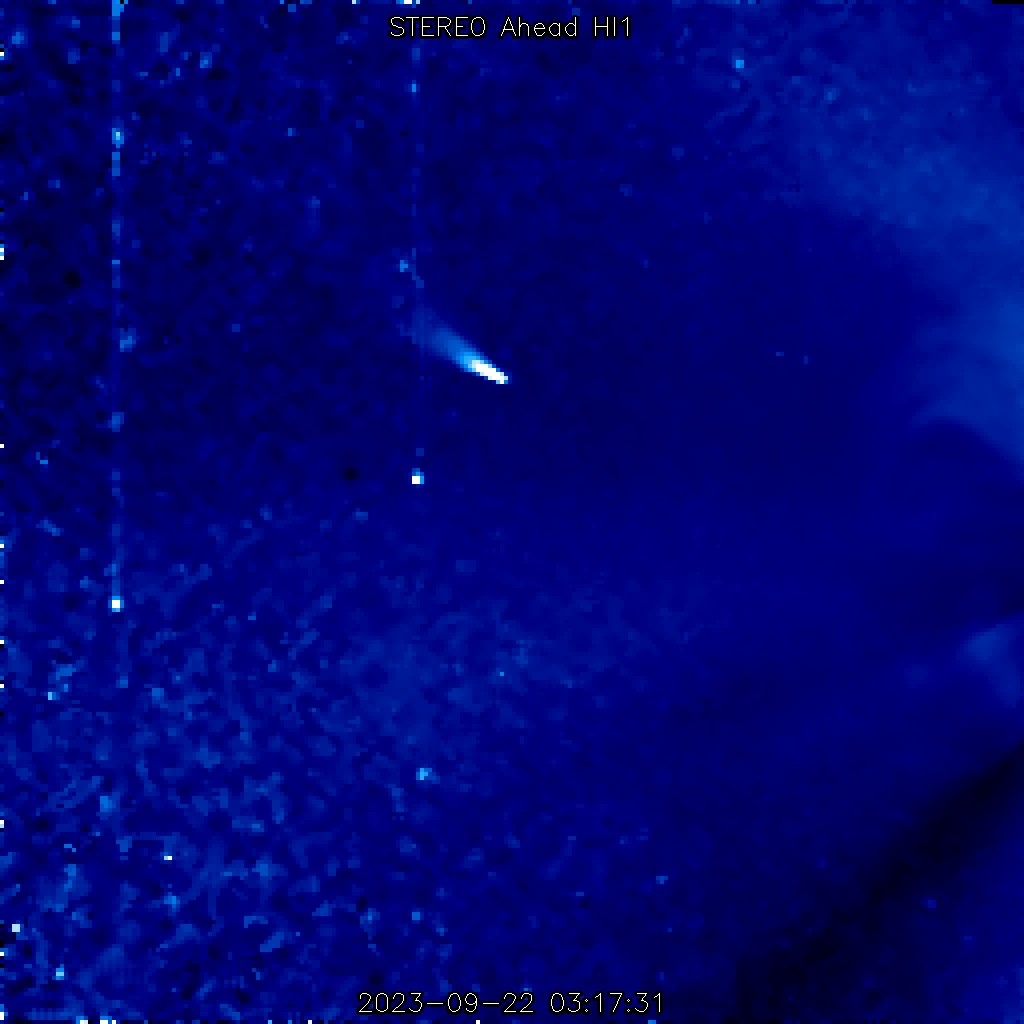
Комета, знята в обсерваторії STEREO 22 вересня 2023 року

## Інші відкриття Хідео Нісімури
Серед інших відкриттів Хідео Нішімури:
- C/1994 N1 (Накамура — Нішімура — Махгольц)
- C/2021 O1 (Нісімура)
- Наднова V6596 Стрільця.